# Platybothrium
A Platybothrium a galandférgek (Cestoda) osztályának a Tetraphyllidea rendjébe, ezen belül az Onchobothriidae családjába tartozó nem.

## Tudnivalók
A Platybothrium-fajok tengeri élősködők.

## Rendszerezésük
A nembe az alábbi 16 faj tartozik:
- Platybothrium angelbahiense Healy, 2003
- Platybothrium auriculatum Yamaguti, 1952
- Platybothrium baeri Euzet, 1952
- Platybothrium cervinum Linton, 1890
- Platybothrium coshtaprum Healy, 2003
- Platybothrium harpago (Euzet, 1953) Healy, 2003
- Platybothrium hypoprioni Potter, 1937
- Platybothrium jondoeorum Healy, 2003
- Platybothrium kirstenae Healy, 2003
- Platybothrium musteli Yamaguti, 1952
- Platybothrium parvum Linton, 1901
- Platybothrium sardinellae Hornell & Nayudu, 1924
- Platybothrium spinulifera Southwell, 1912
- Platybothrium tantatulum Healy, 2003
- Platybothrium veravalensis Deshmukh, Shinde & Jadhavm, 1983
- Platybothrium xiamenensis Wang & Yang, 2001